# Madeul (Metro de Seúl)
Madeul es una estación de la Línea 7 del Metro de Seúl..
Se encuentra en Sanggye-dong, Nowon-gu.
- Datos: Q68672
- Multimedia: Madeul Station / Q68672